# Бландик, Клара
Клара Бландик (англ. Clara Blandick, урождённая Клара Дики (англ. Clara Dickey), 4 июня 1876 — 15 апреля 1962) — американская актриса.

## Биография
Клара Дики родилась в гавани Гонконга в семье Айзака и Хэтти Дики на борту корабля «Уиллард Маджетт», где её отец был капитаном. По возвращении в США её семья поселилась в Массачусетсе в городе Куинси. Её актёрская карьера началась с театральных подмостков Бостона, а в 1900 году она переехала в Нью-Йорк. Год спустя Бландик уже играла на бродвейских сценах, снискав вскоре признание критики и любовь публики. В 1905 году она вышла замуж за инженера Гарри Стонтона Эллиотта, с которым спустя семь лет развелась. С 1911 года актриса стала периодически появляться в кино, снявшись до конца десятилетия в восьми немых картинах. В годы Первой мировой войны Бландик приняла участие в ряде волонтёрских миссий с американским экспедиционным корпусом во Франции.
В 1929 году актриса переехала в Голливуд, начав тем самым второй этап своей кинокарьеры. Бландик стала довольно востребованной в кино на ролях второго плана, появившись в дальнейшем более чем в сотне кинокартин, среди которых «Роман» (1930), «Том Сойер» (1930), «Гекльберри Финн» (1931), «Одержимая» (1931), «Девушка из Миссури» (1934), «Тропинка одинокой сосны» (1936), «Великолепная инсинуация» (1936), «Приключения Гекльберри Финна» (1939). Наибольшую популярность на большом экране актрисе принесла роль тёти Эм в классической экранизации произведения Л. Фрэнка Баума «Волшебник страны Оз» в 1939 году. В 1940-х годы Бландик снялась ещё в десятке ролей («Энтони Несчастный», «Барабаны долины Мохок», «Украденная жизнь», «Жизнь с отцом»), прежде чем в 1950 году завершила свою кинокарьеру.
На протяжении 1950-х годов здоровье актрисы неуклонно ухудшалось, она начала слепнуть и страдать артритом. 15 апреля 1962 года после воскресной мессы вернулась домой, расставила любимые фотографии и памятные вещи на видных местах, выложила на стол своё резюме и коллекцию газетных вырезок за годы своей длинной карьеры, надела элегантный синий халат и приняла большую дозу снотворного. После этого она распустила волосы, легла на диван, прикрывшись одеялом, и надела на голову полиэтиленовый пакет. В предсмертной записке она написала следующее: «Я собираюсь в большое приключение. Я не могу больше терпеть эту мучительную боль по всему телу. Не хочу мириться с надвигающейся слепотой. Я прошу Господа принять мою душу. Аминь». Актриса была кремирована и погребена в колумбарии на кладбище Форест-Лаун в Глендейле.